# Christoph Schlingensief
Christoph Schlingensief (Oberhausen, Alemania, 24 de octubre de 1960 - Berlín, 21 de agosto de 2010) fue un director de cine, teatro y ópera alemán, también artista plástico y ensayista.

## Biografía
Influenciado por Joseph Beuys, Allan Kaprow y Dieter Roth fue uno de los más provocativos artistas de la vanguardia cultural alemana, dirigió una versión de Hamlet subtitulada Esta es tu familia, estilo nazi y escandalizó al público y a la crítica con su puesta en escena del Festival Escénico Sacro Parsifal de Richard Wagner en el Festival de Bayreuth de 2004 dirigida musicalmente por Pierre Boulez que no fue filmada. Schliengenief utilizó la obra para plasmar una síntesis del fenómeno religioso a lo largo de la Historia, con alusiones a rituales africanos, escenas árticas y el mundo arábigo-islámico de forma caótica, con un exagerado aparataje escénico y apartándose del argumento. El tenor protagonista, Endrik Wottrich, calificó la puesta en escena de basura durante los ensayos y acusó a Schlingensief de nazi y de racista, negándose a cantar la obra en la reposición del montaje al año siguiente. El montaje estuvo en cartel el mínimo número de años que el Festival permite, cuatro, durante los cuales se sucedieron fuertes abucheos. Durante la primera de las funciones dadas en 2007 y retransmitida por la Radio de Baviera a toda Europa, se pudieron escuchar, al final de los actos segundo y tercero y antes de que se iniciaran los aplausos, los gritos de A la cárcel proferidos por un italiano.
Falleció de cáncer de pulmón el 21 de agosto de 2010.